# Pathariya (Jhapa)
Pour les articles homonymes, voir Pathariya.
Pathariya (en népalais : पथरिया) est un comité de développement villageois du Népal situé dans le district de Jhapa. Au recensement de 2011, il comptait 10 252 habitants.